# ميتزي غاينور
ميتزي غاينور (بالإنجليزية: Mitzi Gaynor)‏ هي راقصة ومغنية وممثلة أمريكية، ولدت في 4 سبتمبر 1931 في شيكاغو في الولايات المتحدة.

## أعمال

### أفلام
- (1957) جوكر البرية
- (1958) جنوب المحيط الهادىء

## وصلات خارجية
- ميتزي غاينور على موقع IMDb (الإنجليزية)
- ميتزي غاينور على موقع الموسوعة البريطانية (الإنجليزية)
- ميتزي غاينور على موقع روتن توميتوز (الإنجليزية)
- ميتزي غاينور على موقع ألو سيني (الفرنسية)
- ميتزي غاينور على موقع ميوزك برينز (الإنجليزية)
- ميتزي غاينور على موقع تيرنر كلاسيك موفيز (الإنجليزية)
- ميتزي غاينور على موقع أول موفي (الإنجليزية)
- ميتزي غاينور على موقع قاعدة بيانات برودواي على الإنترنت (الإنجليزية)
- ميتزي غاينور على موقع قاعدة بيانات الأفلام السويدية (السويدية)
- ميتزي غاينور على موقع إن إن دي بي (الإنجليزية)